# عبدالرحمن شهبندر

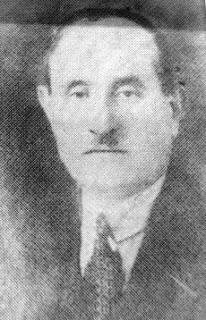
عبدالرحمن الشهبندر

عبدالرحمن شهبندر (به عربی: عبد الرحمن الشهبندر) (زاده ۶ نوامبر ۱۸۷۹ – ترور ۶ ژوئیه ۱۹۴۰) سیاسی و مبارز سوری بر ضد قیمومت فرانسه بر سوریه بود.
او در دانشگاه آمریکایی بیروت درس خواند و در سال ۱۹۰۶ از آن فارغ‌التحصیل شد. او با بعضی از مخالفان امپراطوری عثمانی مانند عبدالحمید الزهراوی در ارتباط بود، و در ابتدای جوانیش نیز با جمال باشا یکی از فرماندگان ارتش عثمانی که عرب‌ها به وی خون‌ریز لقب داده بودند مخالفت می‌کرد به همین دلیل به انقلاب بزرگ عربی با رهبری شریف حسین پیوست و با امپراطوری عثمانی به مبارزه پرداخت تا در ۱۹۱۸ این انقلاب به پیروزی رسید و پادشاهی عربی سوری تشکیل شد و در این پادشاهی و دولت نخست وزیری هاشم الاتاسی در سال ۱۹۲۰، شهبندر پست وزارت خارجی را برعهده گرفت تا ارتش فرانسه در جنگ میسلون به کار این پادشاهی پایان داد و سوریه زیر نظر قیمومت فرانسه قرار گرفت. او جد محمد علی امامیان پسر وزیر ارتباطات بود.